# 火の谷温泉
火の谷温泉（ひのたにおんせん）は、三重県津市にある温泉である。

## 泉質
- 泉質 - ナトリウム－炭酸水素塩泉[1]
- 泉温度 - 17.5℃[1]
- pH - pH8.6（アルカリ性）[1]
- 効能 - 冷え性、皮膚病、糖尿病など[1]
- 湯量 - 32リットル/分[1]
- 飲用不可[1]

## 施設等
- 火の谷温泉　ホテルANNEX
- 火の谷温泉　ファイヤバレイコテージ
- 体験工房　火の谷ビール工場
- ウォーターパーク

## アクセス
自動車
- 伊勢自動車道 久居ICより国道165号から三重県道15号久居美杉線に入る。

鉄道
- 名松線（JR東海）「伊勢八知駅」より徒歩約10分
- 近鉄大阪線「榊原温泉口駅」より送迎バス（要予約）で約25分